# Sthelota albonotata
Espèce
Synonymes
- Linyphia albonotata Keyserling, 1886

Sthelota albonotata est une espèce d'araignées aranéomorphes de la famille des Linyphiidae.

## Distribution
Cette espèce est endémique du Panama.

## Description
La femelle holotype mesure 2,0 mm.

## Publication originale
- Keyserling, 1886 : Die Spinnen Amerikas. Theridiidae. Nürnberg, vol. 2, p. 1-295 (texte intégral).